# Pueblo Llano
Pueblo Llano è un comune del Venezuela situato nello Stato del Mérida.
Il capoluogo del comune è la città di Pueblo Llano.